# 昭憲太后杜氏

昭憲太后

昭憲太后（しょうけんたいごう、天復2年（902年）- 建隆2年6月2日（961年7月17日））は、後周の武将趙弘殷の妻で、北宋の皇帝となった趙匡胤（太祖）・趙匡義（太宗）、および趙廷美らの母。姓は杜（と）、諱は不詳。太祖の即位後に皇太后となり、昭憲と諡された。

## 生涯
定州安喜県の人。父は杜爽、母は范氏。5男3女の兄弟姉妹の最年長であった。成年（通常は15歳）に達するとすぐ趙弘殷に嫁いだ。後周の顕徳年間、趙匡胤が定国軍節度使に任じられると、南陽郡太夫人に封じられた。陳橋の変の際、趙匡胤が皇帝になったことをいち早く告げる人がいたが、「わが子は元々大志があった。今果たせり」と言ったという。
趙匡胤が即位すると皇太后となり、趙匡胤が拝謁し、その臣下たちも祝いに来る中、杜太后は嬉しそうにふるまわなかった。側近が理由を尋ねると「子のおかげで尊い位につけたのであって、どうして喜べようか」と言い、さらに「君主であることは難しいと聞いている。万民の上に君臨するのであり、もし上手く政を治められたのなら尊ばれるが、もし失敗したのであれば誰からも求められない。これが私が憂いている理由である」と答えたという。
建隆2年（961年）に杜太后が病にかかると、趙匡胤は自らそばを離れずに看病をしたという。しかし病が篤くなると、近侍の趙普を呼び遺命を聞かせた。彼女は趙匡胤に「どうして汝は天下を得たと思うか」と聞くと、趙匡胤は「私が天下を得られたのは、先祖と母上の積み重ねのおかげでございます」と答えた。それに対し杜太后は、「違う。ただ世宗が幼君しか残さなかったからだ。もしも周室に年長のものがいたら、天下を得られただろうか。もしもずっと皇帝位を伝えたければ、そなたの弟（趙光義）に継がせるべきだ。年長の者を立ててこそ宋の社稷は安泰であろう」と言った。これを聞くと趙匡胤は涙を流して頭を下げ「母上のお教えに従います」と言い、趙普に「今の私の話を記録せよ、違うことのないように」と言い、趙普に誓約書を書かせた。そして自らの財産を親密だった宮人に与えたという。同年6月に60歳で没した。